# Video Genie III
O EACA Video Genie III/EG-3200 foi um computador pessoal produzido pela empresa EACA de Hong Kong no início dos anos 1980. Era compatível com o TRS-80 Modelo I e usava como SO o NEWDOS-80 2.0 do TRS-80 (disponível também para os Video Genie I e II) ou o CP/M 2.2.
O sistema ostentava a particularidade de um relógio embutido de tempo real, o que não deixava de ser um diferencial. Todavia, num mercado crescentemente saturado por lançamentos mensais de grandes fabricantes (como a IBM e seu IBM-PC), o EG-3200 passou quase que despercebido. A EACA chegou ainda a anunciar um Genie de 16 bits, mas pouco tempo depois fechou as portas.
Um Genie III chegou a ser anunciado na Alemanha, mas era produzido pela Siemens e não tinha nenhuma relação direta com a máquina da EACA.

## Sistemas operacionais
Ao carregar o NEWDOS, a máquina usava uma versão da Microsoft em RAM do BASIC Level II, formatava o vídeo para 16 linhas por 64 colunas e passava a emular um TRS-80 Modelo I.
Optando-se pelo CP/M, o vídeo era formatado em 25 linhas por 80 colunas e a máquina comportava-se como um sistema CP/M padrão.
Com um disco rígido acoplado, a máquina podia rodar o SO MP/M.

## Características
- Memória:
  - ROM: 2 KiB
  - RAM: 64 KiB–192 KiB
- Teclado: mecânico, destacável, com 86 teclas, teclado numérico reduzido e 8 teclas de função
- Display: monitor de fósforo verde embutido
  - 16 X 64 texto
  - 24 X 80 texto
  - 288 x 640 pixels (opcional; somente com placa de expansão)
- Som: alto-falante embutido
- Portas:
  - Porta serial RS-232
  - Porta paralela Centronics
- Armazenamento:
  - Dois drives de disquete de 5" 1/4 embutidas no gabinete (até 640 KiB cada)
  - Disco rígido de 5 MiB (opcional)